# Wehrgangkirche Mittelsaida

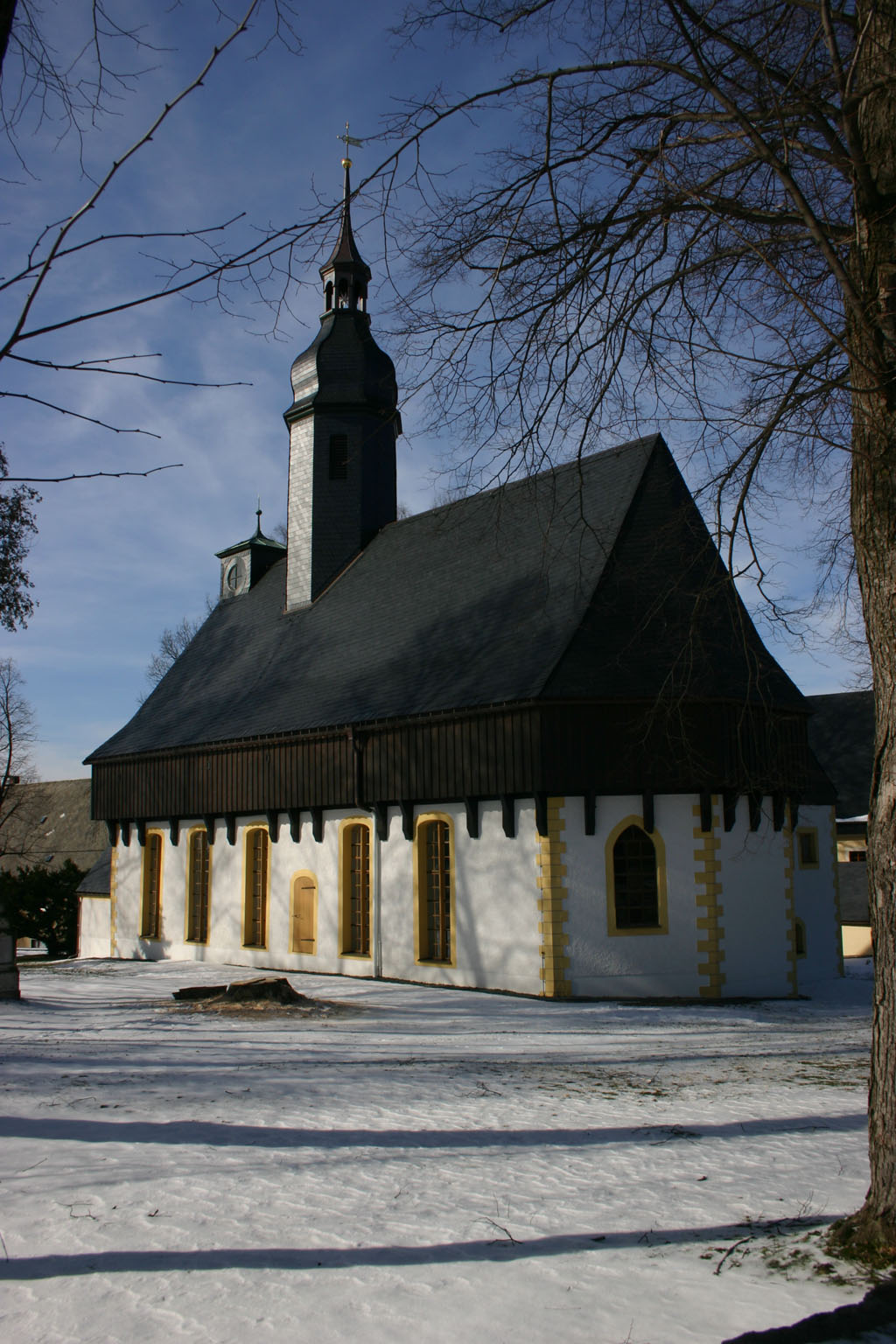
Wehrgangkirche Mittelsaida

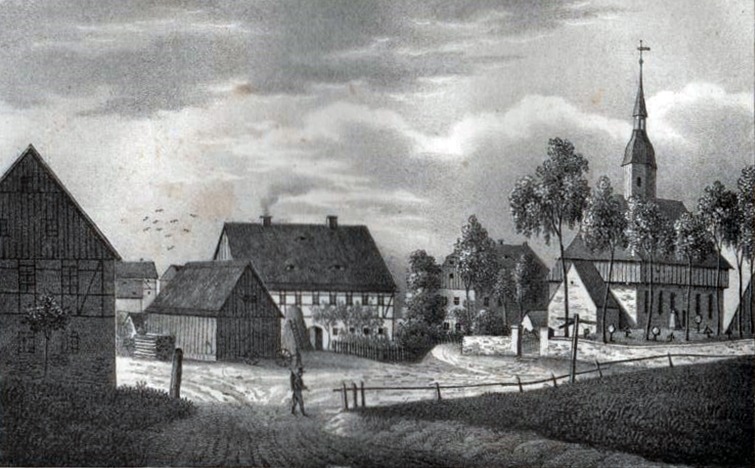
Ansicht der Wehrgangskirche im Jahr 1838, inmitten des Friedhofes

Die evangelisch-lutherische Wehrgangkirche Mittelsaida ist ein denkmalgeschütztes Kirchengebäude in Mittelsaida, einem Ortsteil der Gemeinde Großhartmannsdorf, im Landkreis Mittelsachsen (Sachsen). In der Fachliteratur wird seit 1957 eine Gruppe von Wehrkirchen in den Orten Dörnthal, Großrückerswalde, Lauterbach und Mittelsaida, irrtümlich als Wehrgangkirche bezeichnet. Richtiger ist Wehrkirche, weil diese Kirchen keinen Wehrgang, sondern ein auf den steinernen Außenmauern ruhendes komplettes Blockbau-Wehrgeschoss aufweisen. Die Gemeinde gehört zum Kirchenbezirk Marienberg.

## Geschichte und Architektur
Das vermutlich um 1450, nach den Hussitenkriegen, errichtete Gebäude diente neben dem Gottesdienst auch dem Schutz der Bevölkerung und der Passstraßen nach Böhmen. Der Bau wurde im Lauf der Jahrhunderte durch Um- und Anbauten, die Verschieferung des Wehrganges und die Entfernung der Kopfbänder grundlegend verändert. Der rechteckige Bau wurde um dieselbe Breite nach Osten verlängert. Dabei wurde die ehemalige Ostwand abgebrochen, so dass Altarraum und Kirchenschiff eine Einheit bilden. Die Deckenbalken werden im Innenraum durch drei Pfeiler gestützt und durch einen außenseitigen Unterzug abgefangen.
Das Wehrgeschoss wurde 1475 gebaut. Der ursprüngliche Wehrgang ist erhalten. Der aus sechs Balken mit einer Stärke von 19 cm bestehende Gang ist 1,84 Meter hoch. Die einreihig angeordneten Schießschlitze sind konisch angefertigt. Der Ostanbau schließt durch eine Blockwand ab und bildet eine selbstständige Anlage; die Luken an der Ostseite wurden zugesetzt. Der Dachreiter wurde 1701 erneuert. Bis 2003 wurden umfangreiche Sanierungsmaßnahmen durchgeführt. Teilweise waren die Merkmale einer Wehrgangkirche kaum noch sichtbar. Die Blockbohlenwände waren verschiefert, der ursprünglich rechteckige Baukörper war im Norden überbaut worden und die Abfangungen innerhalb des Wehrganges waren abgerissen worden. Die Blockbohlenwände wurden unterfangen, im Dachreiter wurden zwei neue Hängewerke für das Geläut eingebaut. Für die Aufnahme der Dacheindeckung wurde eine Nut-und-Feder-Schalung angebracht. Die Holzkonstruktionen der Kirche wurden renoviert oder erneuert, die Glockenstube wurde saniert. Umfangreiche Sicherungsmaßnahmen dienen der Zukunftssicherung. Das Dach wurde mit Thüringer Schiefer, in altdeutscher Deckung neu eingedeckt. Die Dachrinnen, die Blecharbeiten am Helm des Dachreiters und das Uhrentürmchen wurden aus Kupfer angefertigt. Die Bekrönung des Turmes wurde vergoldet und es wurde, nach Vorlage der Wetterfahne von 1859, eine neue gefertigt. Die Außenfassade wurde bis 2003 erneuert.

### Innenraum
In den Innenraum wurde eine niedrige Holzdecke eingezogen, die einige bemerkenswerte Bemalungen eines Laienkünstlers, wie zum Beispiel einen Passionszyklus, aufweist. Nach der Entfernung des überdeckenden Ölanstriches von 1826, wurde dieser Zyklus von 1953 bis 1955 freigelegt. Nach dem Dreißigjährigen Krieg wurden die Nordemporen, die Rittergutsloge, die Sakristei und die Haselbacher Stände eingebaut.

## Ausstattung
- Der Kanzelaltar wurde 1660 aus Holz gefertigt, er ist der Mittelpunkt der Kirche.[5]
- Die älteste Glocke wurde 1463 gegossen, zeigt eine Inschrift mit der Anrufung der Hl. Katharina. Die zweite Glocke wurde 1497 gegossen.
- Am Fuß eines spätgotischen Kelches ist das gravierte Bildnis der Hl. Katharina mit Schwert und Rad überliefert.
- Die Marmorfiguren sind Arbeiten des 16. Jahrhunderts und stammen vermutlich von einem Epitaph für die Familie von Berbisdorf.
- Die zwei Leuchter aus Zinn wurden 1633 gestiftet.
- Ein Kelch aus der Zeit um 1650 wurde von dem Augsburger Meister I. G. aus getriebenem Wismut angefertigt. Die Engelsköpfe am Fuß sind aufgelötet und die Silberauflagen auf der Kuppa sind durchbrochen.[4]

## Orgel
Die Orgel ist ein Werk von Johann Ernst Hähnel aus den Jahren 1723/24 mit 12 Registern auf einem Manual und Pedal, das in den Jahren 1965/66 durch Eule Orgelbau restauriert wurde.
Die Disposition der Orgel lautet:
| I Hauptwerk CD–c3 |         |
| Gedeckt           | 8′      |
| Quintatön         | 8′      |
| Flöte             | 8′      |
| Principal         | 4′      |
| Gedeckt           | 4′      |
| Quinte            | 3′      |
| Octave            | 2′      |
| Sifflöte          | 1′      |
| Mixtur III        | (1 ⁄3′) |

| Pedal CD–c1 |     |
| Subbaß      | 16′ |
| Octavbaß    | 8′  |
| Posaunenbaß | 16′ |

Nebenregister
- Koppel
- Vacat